# Play Dead (film)
Play Dead è un film del 2022 diretto da Patrick Lussier.
Pellicola di produzione statunitense sceneggiata da Simon Boyes e Adam Mason.

## Trama
Chloe è una giovane studentessa di medicina forense rimasta da sola con suo fratello T.J. dopo la morte dei loro genitori: la madre è morta di tumore, il padre a causa della sua malattia mentale. Poiché la morte del padre viene classificata come suicidio, i due ragazzi non incassano l'assicurazione: per questo rischiano di perdere la loro casa, su cui verte un'ipoteca. T.J. decide quindi di eseguire una rapina a una farmacia con un amico, Ross, il quale viene tuttavia ferito dal proprietario con un fucile e dato per morto. Poiché i due ragazzi si erano messi d'accordo tramite chat e il telefono di Ross è finito nelle mani della polizia, J.T. rischia di finire in carcere: Chloe decide allora di iniettarsi un farmaco che la faccia sembrare morta così da poter essere condotta in obitorio e poter sottrarre quel telefonino prima che sia troppo tardi.
Una volta risvegliatasi nell'obitorio, Chloe scopre che Ross è vivo e che gli è stato asportato un rene: lo stesso destino è spettato ad altri criminali, tutti dati per morti e portati in obitorio mentre erano ancora vivi. Chloe prova a scappare con lui, tuttavia i due vengono braccati dal coroner, uomo psicopatico e crudele che sta compiendo le asportazioni d'organo per rivendere tale materiali alla malavita organizzata; ciononostante, l'uomo è convinto di stare in questo modo debellando il mondo da persone inutili e salvando vite di persone più meritevoli. Il coroner strappa via il cuore di Ross davanti a Chloe, per poi assentarsi temporaneamente: la ragazza riesce dunque a liberarsi e da ciò consegue una lotta con l'uomo, durante la quale riesce a ferirlo a un occhio. 
Il coroner fa sì che la ragazza venga inseguita dal suo pastore tedesco: Chloe riesce tuttavia a rinchiudere l'animale in una stanza, facendo inoltre in modo che mangi il rene di Ross. Chloe trova un telefono e contatta così T.J., rivelandogli cosa sta accadendo e chiedendogli di lasciare la nazione: il ragazzo non le dà ascolto e contatta lo sceriffo affinché lo aiuti a salvare la sorella in cambio della sua confessione. I due raggiungono quindi l'obitorio, tuttavia il poliziotto è proprio il complice che aiutava il coroner a procurarsi le vittime. I due criminali iniziano a dare la caccia ai due fratelli, che tuttavia riescono a sfuggire sia a loro che al cane e si rifugiano in una cantina sotterranea collegata alle condutture dello stabile. Proprio mentre sceriffo e coroner decidono di stanarli con fumo lacrimogeno, un contatto della malavita del coroner arriva all'obitorio e lo sceriffo decide di sparargli affinché non possa riconoscerlo. 
Il coroner decide di operarlo così da recuperare il rene perduto spacciarlo come quello di una normale vittima ai suoi contatti: i due fratelli osservano tutta la scena e decidono di intervenire, colpendo i loro avversari alla sprovvista. Mentre i tre fuggono via, coroner e sceriffo fanno ricorso ai lacrimogeni, tuttavia gli altri riescono a resistervi con l'ausilio di maschere trovate sul posto. Lo sceriffo riesce a catturare T.J., tuttavia Chloe lo attacca alle spalle e riesce a ucciderlo. Ne consegue una lotta fra la ragazza e il coroner in cui, dopo aver sciolto la faccia di quest'ultimo con la sua stessa attrezzatura, finisce per ucciderlo. I fratelli stringono dunque un patto con criminale messicano: Chloe opera il cadavere del coroner e consegna a lui un suo rene, l'uomo dà ai due ragazzi i soldi che avrebbe dovuto consegnare al coroner, liberandoli dai loro problemi economici.

## Distribuzione
Presentato in anteprima ai possibili compratori durante il Festival di Cannes 2022, il film è stato reso disponibile on demand e nelle sale cinematografiche a partire dal gennaio 2023.

## Accoglienza

### Incassi
Il film ha incassato 356.840 dollari al botteghino.

### Critica
Sull'aggregatore Rotten Tomatoes il film riceve l'80% delle recensioni professionali positive con un voto medio di 6 su 10 basato su 5 critiche.